# 이탈리아 사회당 (1892년)

1921년까지 사용된 이탈리아 사회당의 로고

이탈리아 사회당(이탈리아어: Partito Socialista Italiano, PSI)은 1892년에 창당되어 1994년까지 이탈리아에 존재했던 정당으로 초기에는 마르크스주의 정당이자 혁명적 사회주의 정당이었다. 그러나 사회당 지도부가 볼셰비키 혁명을 비난하고, 제1차 세계대전 지지를 표방하며 개량주의, 제국주의적 노선으로 기울자, 이에 반대하여, 소비에트 사회주의 공화국 연방과 코민테른 가입을 지지한 마르크스주의자들이 사회당을 탈당하여 이탈리아 공산당을 창당한 이후 급격히 우경화되어, 사회민주주의 정당이 되었다.

## 역대 선거 결과
| 이탈리아 하원 |                |        |           |     |                        |
| 선거          | 득표수         | 득표율 | 의석      | +/– | 리더                   |
| 1895          | 82,523 (#4)    | 6.8    | 15 / 508  | –   | 안드레아 코스타        |
| 1897          | 82,536 (#5)    | 3.0    | 15 / 508  | –   | 필립포 투라티          |
| 1900          | 164,946 (#3)   | 13.0   | 33 / 508  | 17  | 필립포 투라티          |
| 1904          | 326,016 (#2)   | 21.3   | 29 / 508  | 4   | 필립포 투라티          |
| 1909          | 347,615 (#2)   | 19.0   | 41 / 508  | 12  | 필립포 투라티          |
| 1913          | 883,409 (#2)   | 17.6   | 52 / 508  | 11  | 코스탄리노 라자리      |
| 1919          | 1,834,792 (#1) | 32.3   | 156 / 508 | 104 | 니콜라 봄바치          |
| 1921          | 1,631,435 (#1) | 24.7   | 123 / 535 | 33  | 조반니 바치            |
| 1924          | 360,694 (#4)   | 5.0    | 22 / 535  | 101 | 티토 오로 노빌         |
| 1929          | –              | –      | 0 / 535   | 22  | –                      |
| 1934          | –              | –      | 0 / 535   | –   | –                      |
| 1946          | 4,758,129 (#2) | 20.7   | 115 / 556 | 115 | 피에트로 네니          |
| 1948          | 8,136,637 (#2) | 31.0   | 53 / 574  | 62  | 피에트로 네니          |
| 1953          | 3,441,014 (#3) | 12.7   | 75 / 590  | 22  | 피에트로 네니          |
| 1958          | 4,206,726 (#3) | 14.2   | 84 / 596  | 9   | 피에트로 네니          |
| 1963          | 4,255,836 (#3) | 13.8   | 83 / 630  | 1   | 피에트로 네니          |
| 1968          | 4,605,832 (#3) | 14.5   | 91 / 630  | 8   | 프란체스코 데 마르티노 |
| 1972          | 3,210,427 (#3) | 10.0   | 61 / 630  | 30  | 프란체스코 데 마르티노 |
| 1976          | 3,542,998 (#3) | 9.6    | 57 / 630  | 4   | 프란체스코 데 마르티노 |
| 1979          | 3,630,052 (#3) | 9.9    | 62 / 630  | 5   | 베티노 크락시          |
| 1983          | 4,223,362 (#3) | 11.4   | 73 / 630  | 11  | 베티노 크락시          |
| 1987          | 5,505,690 (#3) | 14.3   | 94 / 630  | 21  | 베티노 크락시          |
| 1992          | 5,343,808 (#3) | 13.6   | 92 / 630  | 2   | 베티노 크락시          |
| 1994          | 849,429 (#10)  | 2.2    | 14 / 630  | 76  | 오타비아노 델 투르코   |

| 유럽의회      |                    |                   |                        |     |                      |
| Election year | # of overall votes | % of overall vote | # of overall seats won | +/– | Leader               |
| 1979          | 3,866,946 (#2)     | 11.0              | 9 / 81                 | –   | 베티노 크락시        |
| 1984          | 3,940,445 (#3)     | 11.2              | 9 / 81                 | –   | 베티노 크락시        |
| 1989          | 5,151,929 (#3)     | 14.8              | 12 / 81                | 3   | 베티노 크락시        |
| 1994          | 606,538 (#10)      | 1.8               | 2 / 87                 | 10  | 오타비아노 델 투르코 |